# Lis martagon
Lilium martagon
Espèce
Classification phylogénétique
Le Lis martagon (Lilium martagon), ou Lys martagon, est une espèce de plantes à fleurs de la famille des Liliacées.
Il est originaire d'une vaste région allant de l'Europe du Sud-Ouest et Centrale jusqu'à la Mongolie. Sa fleur rose, moucheté de pourpre, tournée vers le sol, se reconnait facilement par ses pétales recourbés vers le haut.

## Nomenclature, étymologie
La première description valide de l’espèce sous le nom de Lilium martagon est due à Carl Linné, en 1735 dans Species Plantarum 1: 303.

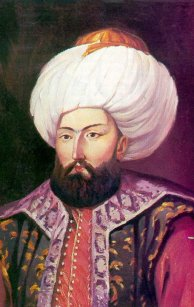
Mehmed Ier

L’épithète spécifique martagon provient du turc ottoman mârtagân (مارطغان), terme qui désignait à la fois un type de turban aux pans remontants, adopté par le sultan Mehmed Ier (r. 1413-1421), et une espèce de lys, aux tépales récurvés, identifiée comme Lilium martagon, dont l’aire de distribution naturelle inclut la Turquie. Selon le A lexicon, English and Turkish , Gallica.bnf, p.501 de James Redhouse (1890), le terme était utilisé par les Ottomans eux-mêmes pour désigner le lis martagon, dont les fleurs aux tépales fortement recourbés évoquent la forme des turbans très bouffants du début du XVe.
Ce nom fut adopté par les botanistes européens dès la Renaissance et repris par Linné en 1753 sous la forme latinisée Lilium martagon.
Aux XVIe,  XVIIe et XVIIIe siècles, plusieurs botanistes pré-linéens, dont Charles de L'Écluse (Clusius), Mathias de l'Obel, et Robert Morison désignent certaines variétés spectaculaires sous le nom de Martagon pomponium,. Selon Michel Chauvet (Etymologia botanica), le mot pomponium dérive du latin pompa (« apparat, pompe »), et souligne le caractère majestueux et ornemental de certaines formes du lis martagon. Ce type de dénomination, typique de la botanique humaniste, visait à évoquer la rareté, la beauté ou les vertus supposées de la plante par un vocabulaire emprunté à l’Antiquité. 
Après avoir été adopté en latin botanique, le nom de martagon est attesté en français en 1562 et en anglais en 1470 (FEW). Le nom n’existe plus en turc moderne. L’un des noms anglais de la plante est Turk’s cap lily.
Autre nom vernaculaire, du lis martagon est le Lis de Catherine. Comme la Vierge Marie est souvent associée au lis blanc (Lilium candidum), sainte Catherine — vierge et martyre — a pu être associée au martagon, plus montagnard, plus sobre, mais toujours majestueux.

## Répartition et habitat
Selon POWO, le lis martagon est originaire d'une vaste région allant de l'Europe du Sud-Ouest et Centrale jusqu'à la Mongolie. Il pousse principalement dans des biomes tempérés.
Il est originaire d’Europe (Albanie, Autriche, , Bulgarie, Corse, États baltes, France, Allemagne, Grèce, Hongrie, Italie, ex- Yougoslavie, Pologne, Portugal, Espagne, Suisse, Roumanie, Ukraine, Biélorussie), de Russie (Europe centrale, Europe orientale, Sibérie occidentale), Transcaucasie, Turquie,  et certaines régions de Chine (Xinjiang).
Il a également été introduit dans des pays comme la Belgique, le Danemark, la Finlande, la Grande-Bretagne, l'Irlande, la Norvège, le Québec et la Suède.
Le Lis martagon est une espèce d'Europe méridionale et médiane, surtout présente dans les bois et les prairies des régions de montagne.
En France, il se rencontre essentiellement à l'est d'une ligne allant de la Lorraine aux Pyrénées (y compris la Corse), ainsi que dans les régions Centre-Val de Loire et Nouvelle-Aquitaine, et dans quelques stations en Normandie et Hauts-de-France. Il est rare dans toutes ses stations de plaine, plus fréquent (jusqu'à devenir commun) dans les montagnes (Alpes bien sûr, mais aussi Massif central - Aubrac en particulier - le Jura, les Vosges ainsi que les Pyrénées et son piémont vers Miramont-de-Comminges).
En France, on trouve cette espèce sur les pentes boisées fraîches, les mégaphorbiaies, les pâturages à sols riches et profonds, de préférence sur sol calcaire, à une altitude comprise entre 0 et 2800 m.

## Description
Cette plante herbacée bulbeuse mesure de 50 cm à 1 m de hauteur. Elle est munie d’un bulbe écailleux à la base. Les tiges rudes pubérulentes, presque nues vers le haut, présentent pour les feuilles inférieures et moyennes une organisation en verticilles de 5 à 10 feuilles largement elliptiques lancéolées, et pour les feuilles supérieures une disposition alternes.
Les fleurs sont assez grandes, rose violacée, ponctuées de pourpre, penchées vers le sol, inodores, groupées par 8-10 en grappe, lâche, bractéolée. Les tépales sont à maturité, fortement récurvés vers le haut et sont pubescentes en dehors. Le style mince dépasse les 6 étamines avec des anthères orange. La pollinisation est entomogame et autogame.
Le fruit est une capsule à 3 loges, contenant de nombreuses graines.
La floraison a lieu en été - de juin à juillet.

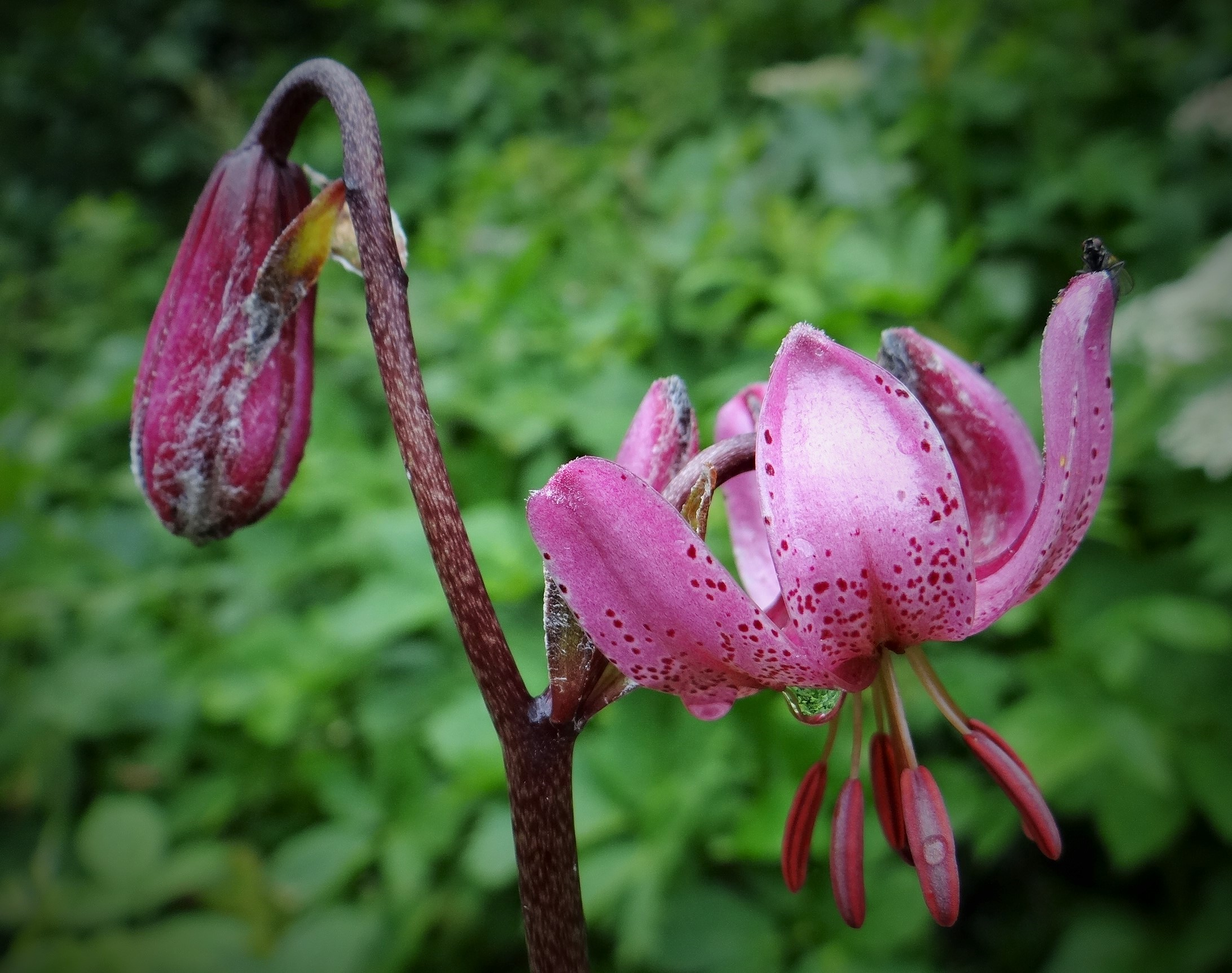
Pédicelle recourbé vers le sol et tépales récurvés vers le ciel, comme la fleur du cyclamen aux pétales récurvés.

## Liste des espèces et variétés
Selon World Checklist of Selected Plant Families (WCSP) (18 mars 2012) :
- variété Lilium martagon var. martagon ;
- variété Lilium martagon var. pilosiusculum Freyn (1890).

## Statut et protection
L'espèce est protégée et soumise à réglementation dans les régions Auvergne-Rhône-Alpes, Nouvelle-Aquitaine, Corse, Centre-Val de Loire et Grand Est, et dans les départements des Alpes-Maritimes, des Alpes-de-Haute-Provence, de l'Orne, de Meurthe-et-Moselle, de la Lozère, du Lot et du Jura. Il est en outre interdit de cueillette dans toutes les réserves naturelles et parcs nationaux où il se trouve, dont le Parc National de la Vanoise.
En basse Provence, le Lys martagon est présent (et protégé localement[réf. nécessaire]) dans les massifs de la Sainte-Baume Aurélien et de Sainte-Victoire, ainsi qu’à la montagne de la Loube et en forêt des Morières dans le Var. Il est relativement abondant en ubac de la Sainte-Baume — où il est presque aussi beau que dans les Alpes — au-dessus de 750 m dans la hêtraie et sur les terrasses herbeuses des escarpements ubacs. Il fleurit en juillet mais souffre de la sécheresse et de la canicule comme en 2003[réf. nécessaire].
Le Lis martagon est présent en Suisse où il est protégé.

## Symbolique

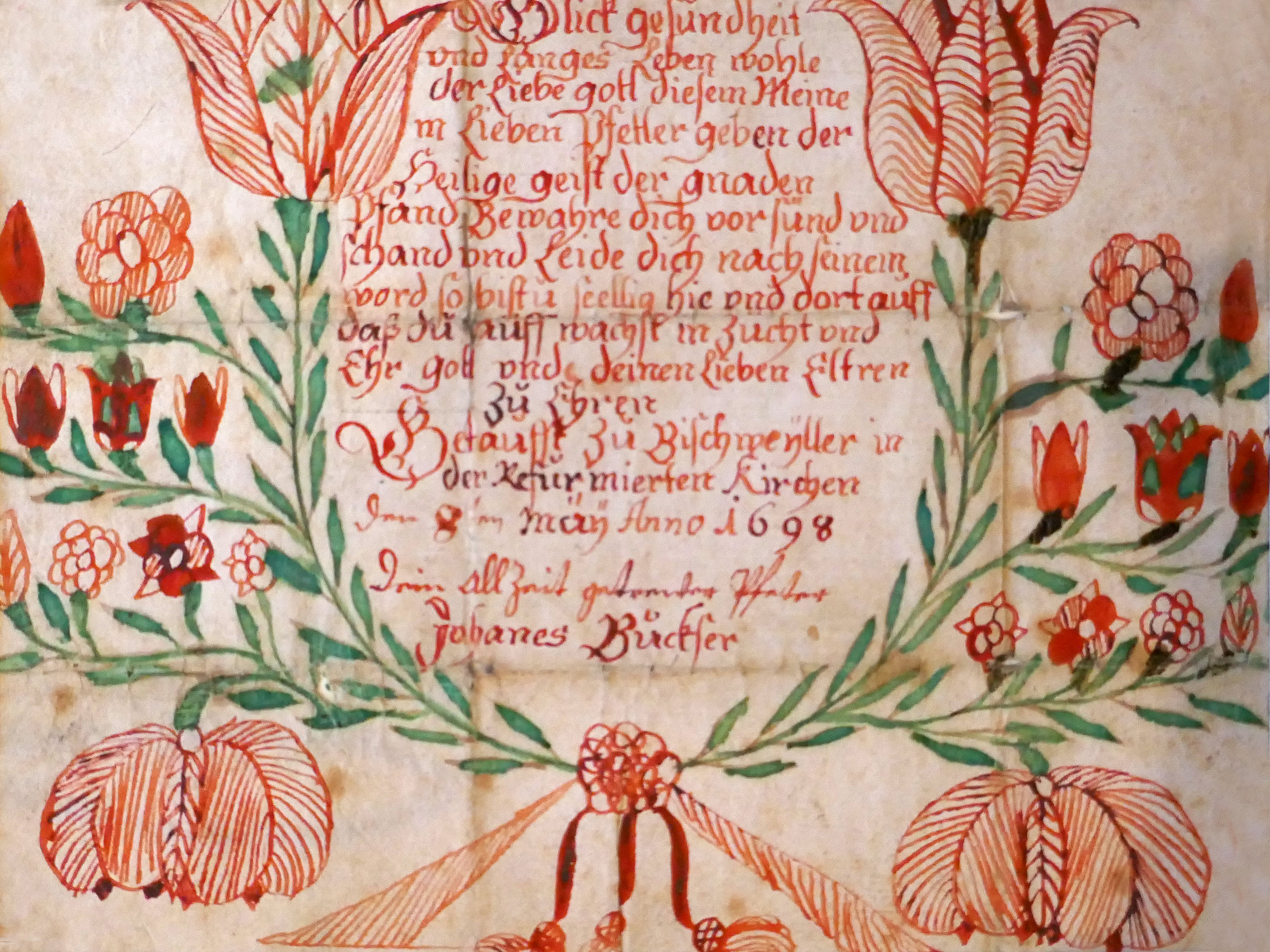
Lettre de baptême protestante illustrée de tulipes et de Lis martagon (1698).

Plus récemment, le 25 avril 1983, est émis un timbre français de 2 francs de forme verticale (format 26 x 37 mm), tiré à 8 millions d'exemplaires jusqu'au 11 janvier 1985, intitulé MARTAGON Lilium Montanum.

### Calendrier républicain
Le Lis martagon voyait son nom attribué au 8e jour du mois de prairial du calendrier républicain / révolutionnaire français, généralement chaque 27 mai du calendrier grégorien.

## Usage alimentaire
L'ethnobotaniste François Couplan (2009)  signale que parmi les quelques espèces de Lys ayant parfois servi d’aliment figure le Lys martagon. Les écailles charnues de son bulbe sont légèrement sucrées. Elles ont été mangées jusqu’à la fin des années 1800 en Savoie quand la nourriture manquait. Dans le Sud-Est de la Russie, les cosaques en récoltaient autrefois des bulbes, qui ont aussi été consommés en Bosnie (en bouillies et galettes) jusqu’à il y a peu.

## Galerie

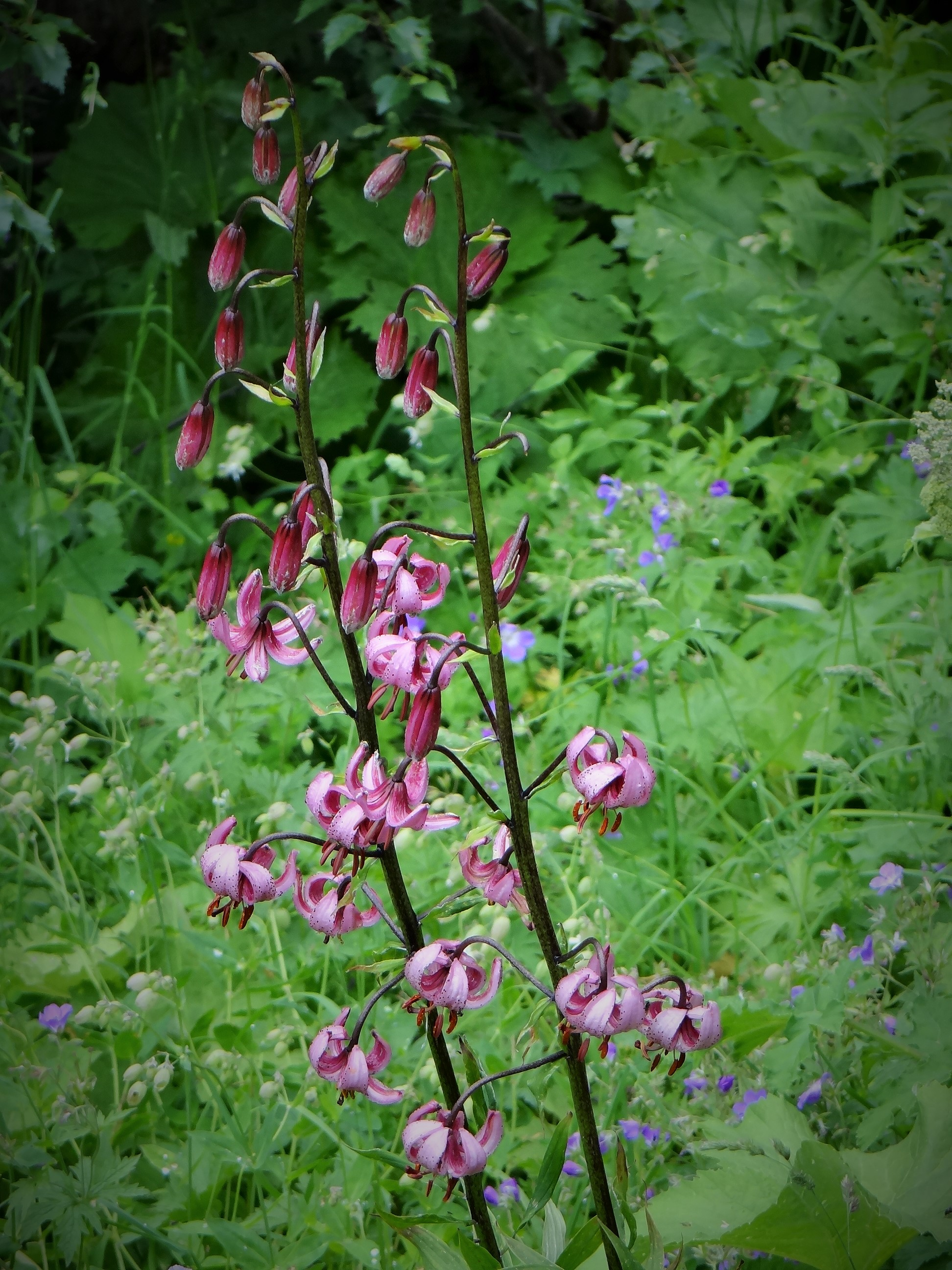
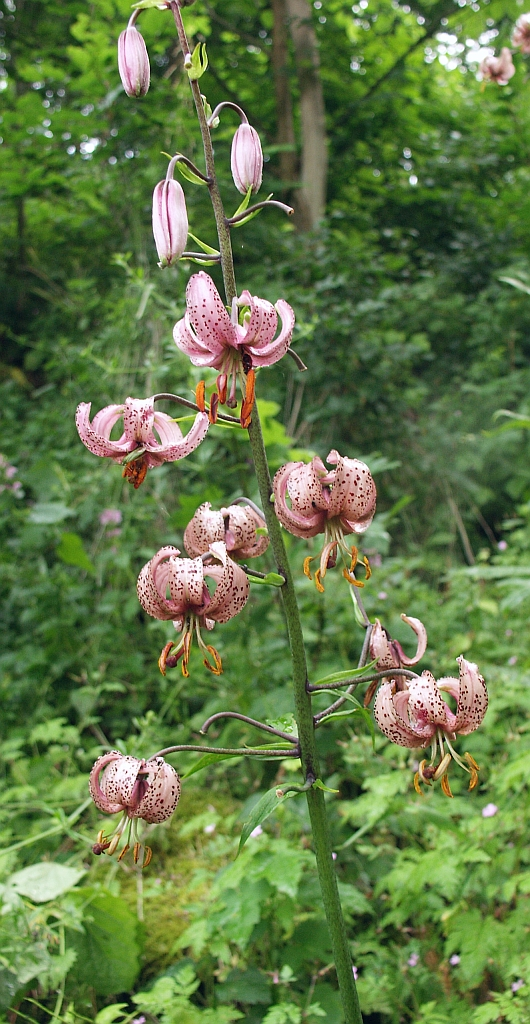
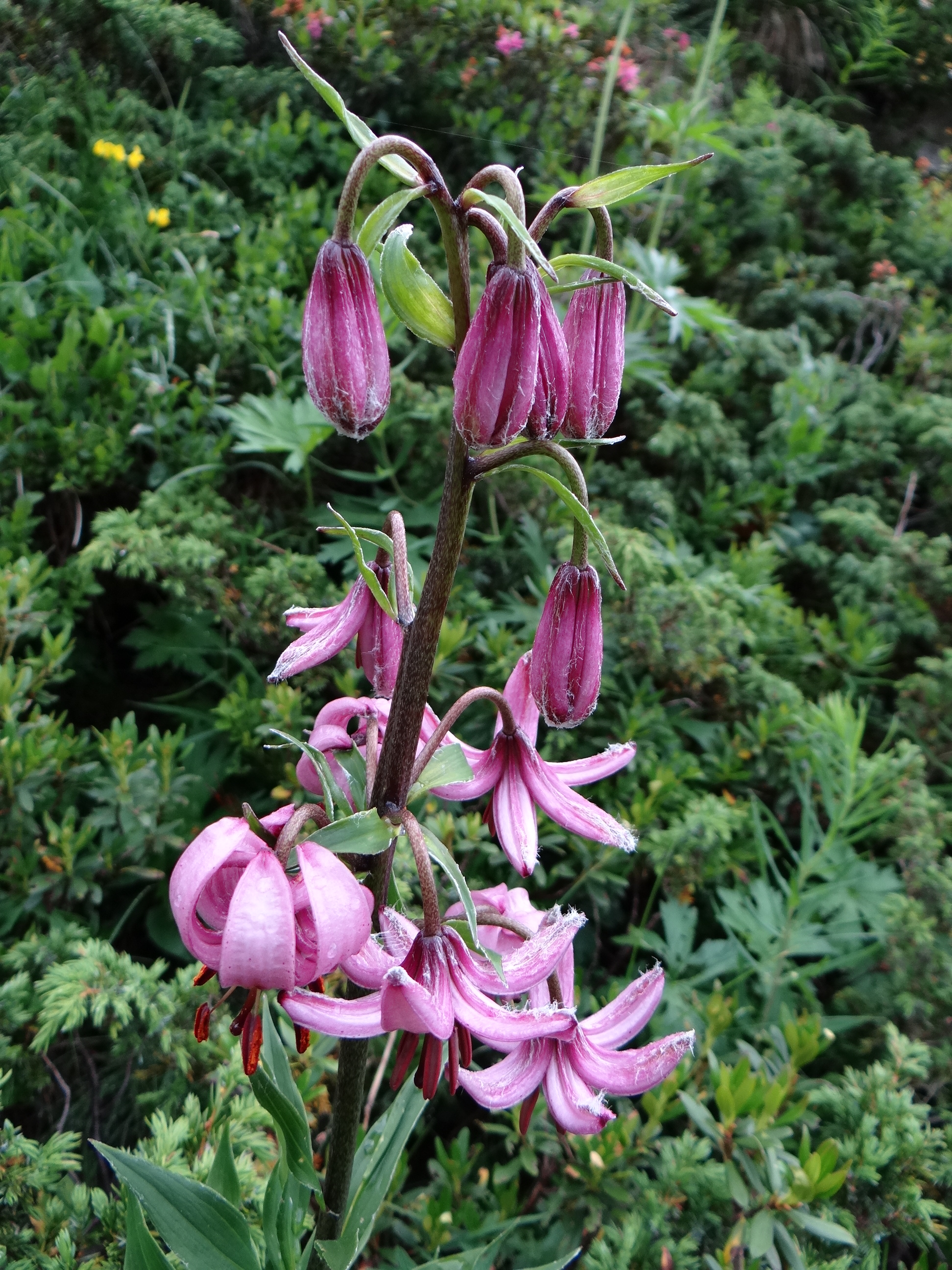
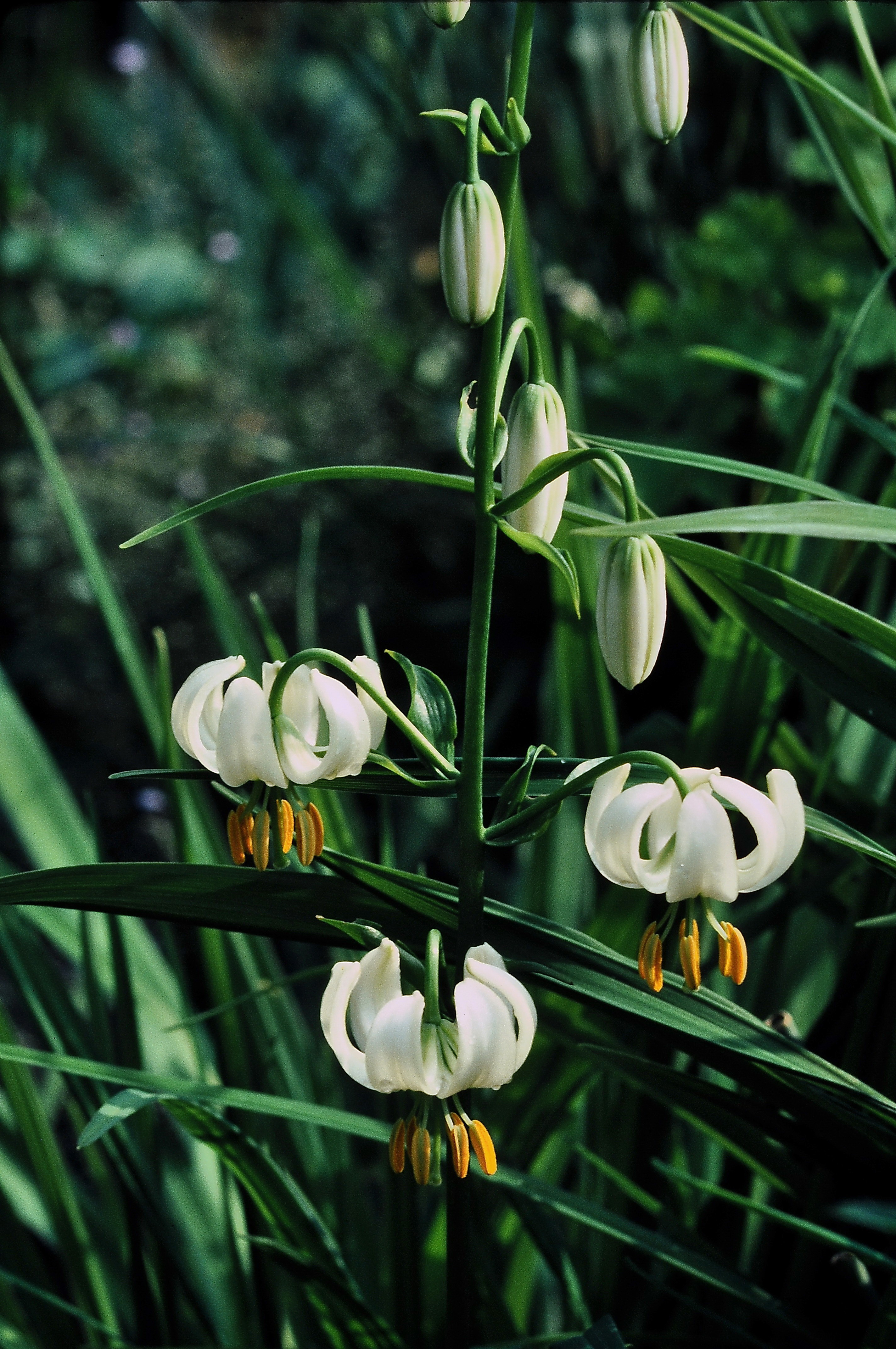
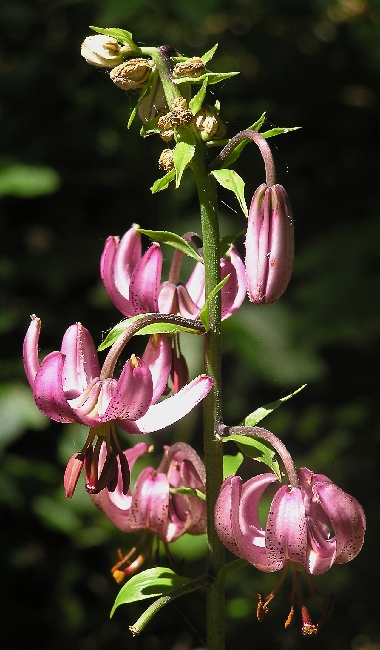
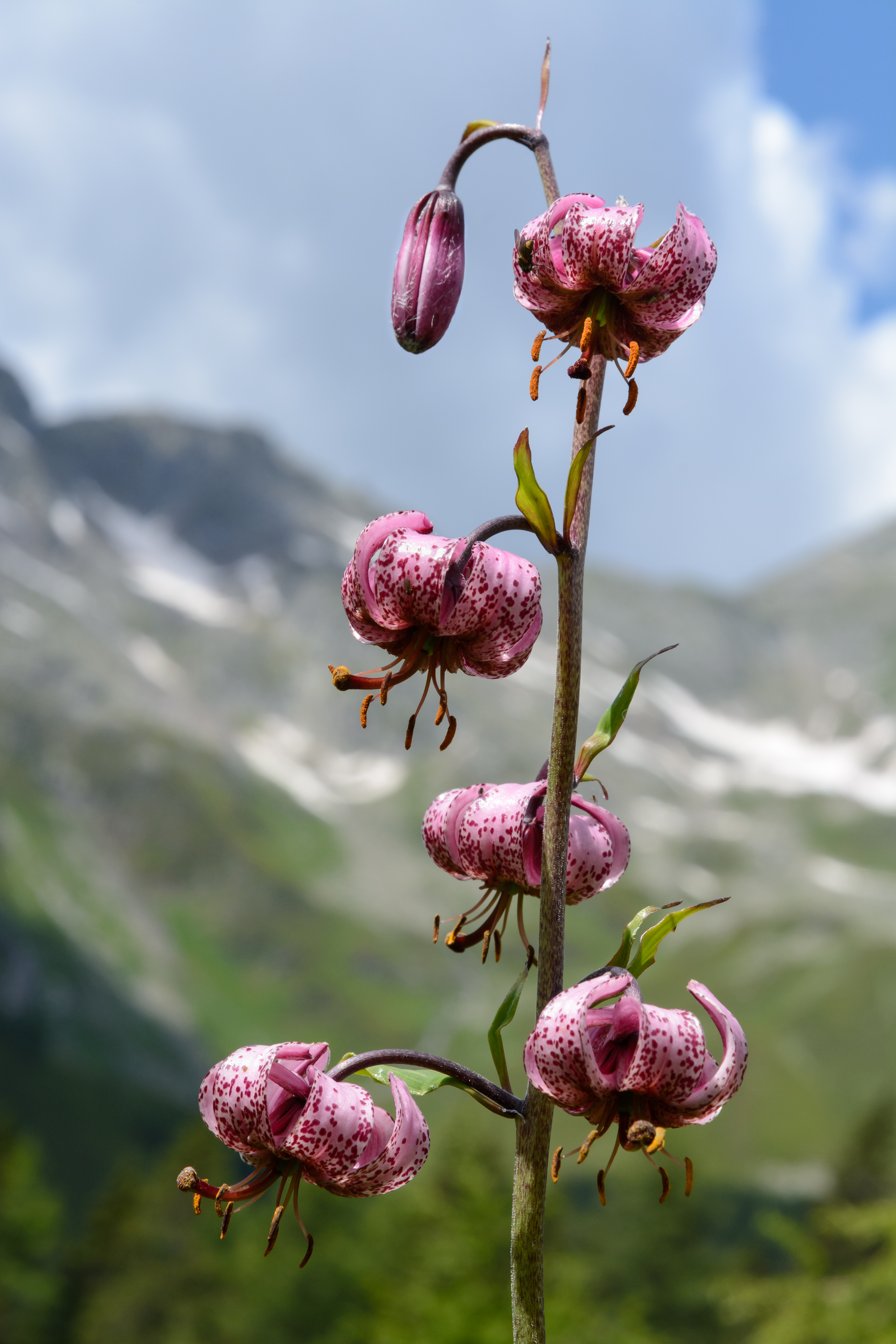
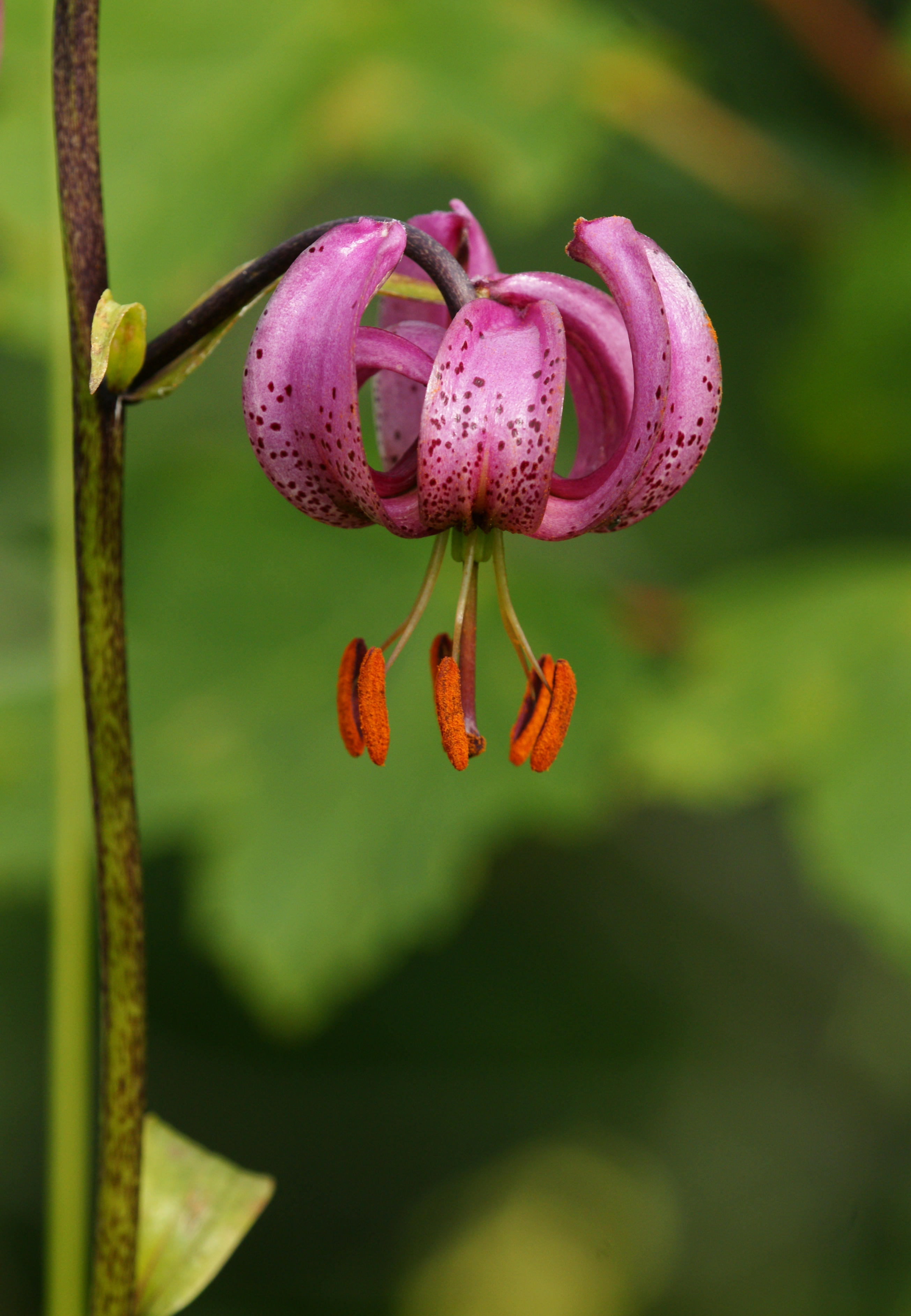
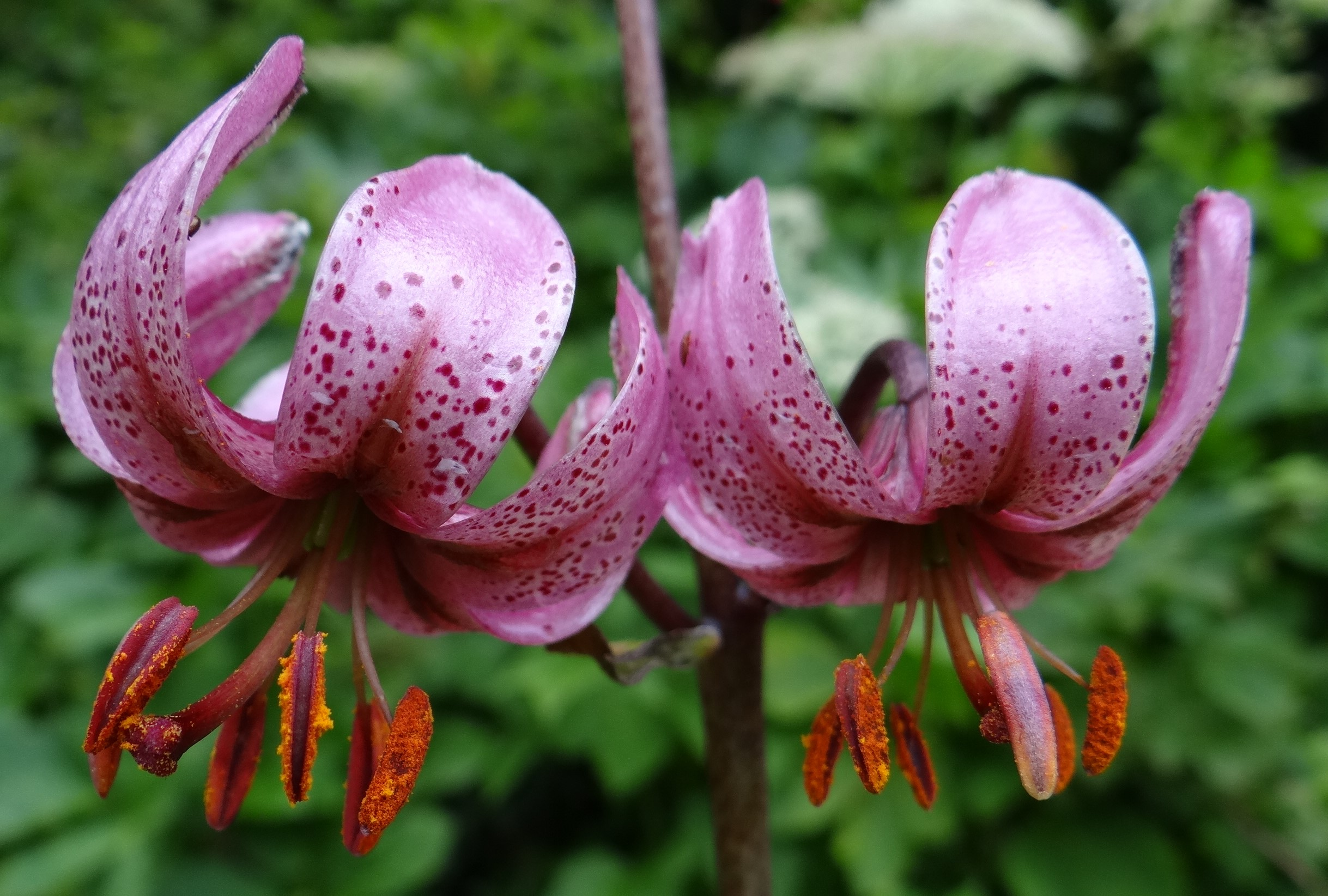
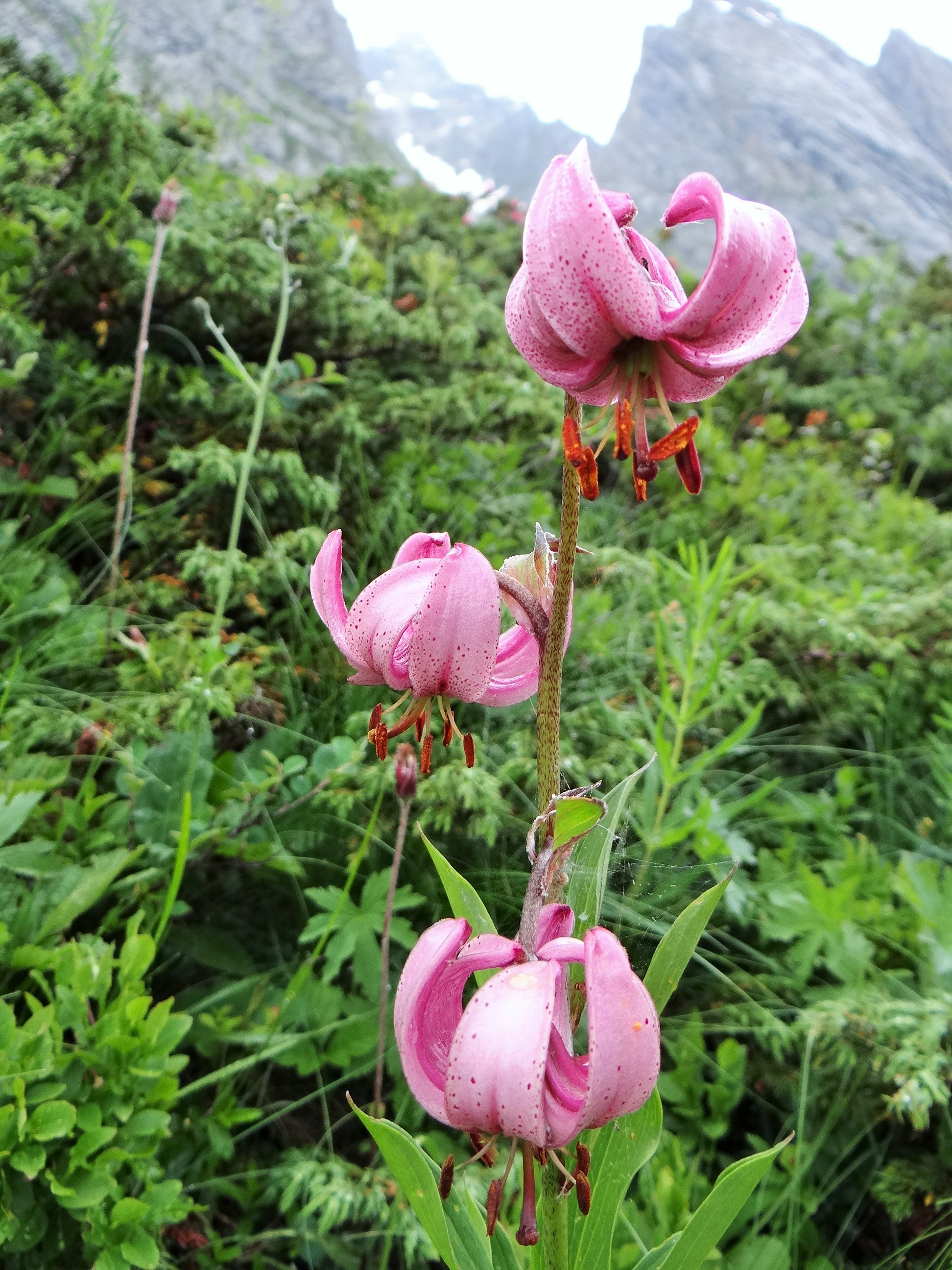
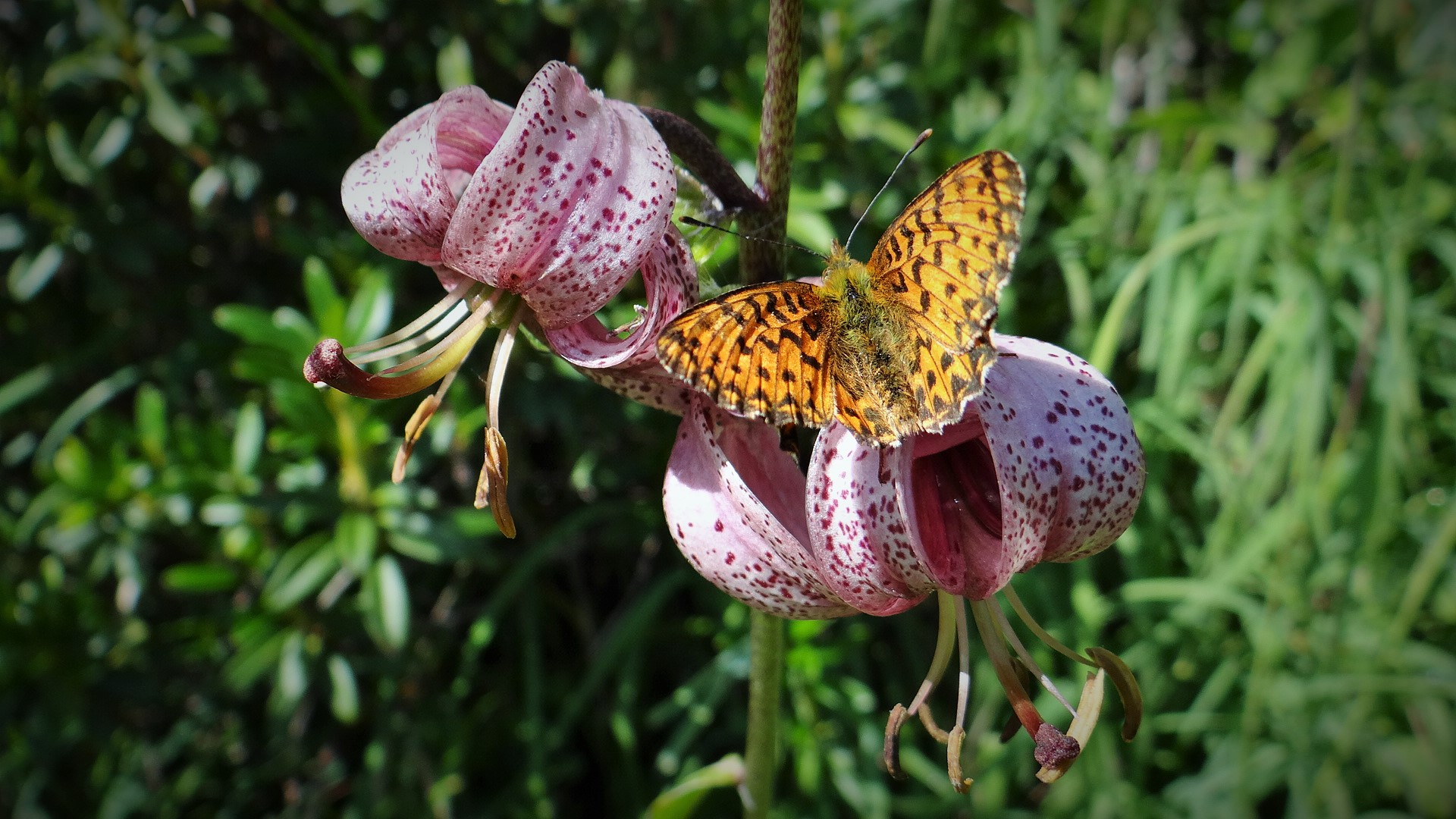